# Glee: The Music, Volume 5
Glee: The Music, Volume 5 es el sexto álbum del elenco de la serie de televisión estadounidense Glee. Fue producido por Dante Di Loreto y Brad Falchuk, y lanzado en Estados Unidos el 8 de marzo de 2011 por Columbia Records. Contiene catorce versiones que aparecieron en la segunda temporada y los dos primeros temas originales de la serie, todos ellos lanzados como sencillos.

## Sencillos
Todas las canciones del álbum fueron lanzadas como sencillos, disponibles para descarga digital. «Thriller/Heads Will Roll» alcanzó la posición más elevada, la 17, en la lista de éxitos australiana, mientras que «Loser Like Me» estuvo en las posiciones 6 y 9 en Estados Unidos y Canadá, respectivamente. Dos canciones del álbum ocuparon una posición más elevada en la lista Billboard Hot 100 que sus versiones originales: la versión de «SING» alcanzó el puesto 49, mientras que la original llegó al 92; y «Take Me or Leave Me» del musical Rent alcanzó el número 51 mientras que la versión de su adaptación cinematográfica no apareció en la lista.

## Ventas
Glee: The Music, Volume 5 vendió 90 000 copias en Estados Unidos y debutó en el número 3 de la lista Billboard 200. En Nueva Zelanda debutó en el número 35 y escaló hasta el 3 en una semana. En Australia debutó en el número 1, como en su día hizo Glee: The Music, Volume 3 Showstoppers. En Canadá debutó en el número 3 y se vendieron 5700 copias en su segunda semana a la venta.

## Lista de canciones
| N.º | Título                            | Escritor(es)                                                        | Artista original                | Duración |  |
| 1.  | «Thriller/Heads Will Roll»        |                                                                     | Michael Jackson/Yeah Yeah Yeahs | 3:36     |  |
| 2.  | «Need You Now»                    | Charles Kelley, Hillary Scott                                       | Lady Antebellum                 | 3:37     |  |
| 3.  | «She's Not There»                 | Rod Argent                                                          | The Zombies                     | 2:28     |  |
| 4.  | «Fat Bottomed Girls»              | Brian May                                                           | Queen                           | 4:12     |  |
| 5.  | «P.Y.T. (Pretty Young Thing)»     | James Ingram, Quincy Jones                                          | Michael Jackson                 | 3:56     |  |
| 6.  | «Firework»                        | Tor Hermansen, Mikkel Eriksen, Katy Perry                           | Katy Perry                      | 3:47     |  |
| 7.  | «Baby»                            | Christopher Bridges, Christine Flores, Christopher Stewart          | Justin Bieber y Ludacris        | 3:35     |  |
| 8.  | «Somebody to Love»                | Jeremy Reeves                                                       | Queen                           | 3:10     |  |
| 9.  | «Take Me or Leave Me»             | Jonathan Larson                                                     | Rent                            | 3:11     |  |
| 10. | «Sing»                            | Iero, Toro, Way, Way                                                | My Chemical Romance             | 4:03     |  |
| 11. | «Don't You Want Me»               | Philip Oakey                                                        | The Human League                | 3:33     |  |
| 12. | «Do You Wanna Touch Me (Oh Yeah)» | Gary Glitter, Mike Leander                                          | Joan Jett                       | 3:36     |  |
| 13. | «Kiss»                            | Prince                                                              | Prince y The Revolution         | 3:37     |  |
| 14. | «Landslide»                       | Stevie Nicks                                                        | Fleetwood Mac                   | 3:46     |  |
| 15. | «Get It Right»                    | Adam Anders                                                         |                                 | 3:47     |  |
| 16. | «Loser Like Me»                   | Adam Anders, Peer Åström, Savan Kotecha, Max Martin, Johan Schuster |                                 | 3:19     |  |

## Lanzamiento
| País            | Fecha de lanzamiento | Formato(s)           |
| --------------- | -------------------- | -------------------- |
| Australia       | 8 de marzo de 2011   | Descarga digital     |
| Canadá[         | 8 de marzo de 2011   | CD, descarga digital |
| Estados Unidos. | 8 de marzo de 2011   | CD, descarga digital |
| Nueva Zelanda   | 8 de marzo de 2011   | Descarga digital     |
| Australia       | 11 de marzo de 2011  | CD                   |
| Reino Unido     | 11 de abril de 2011  | CD, descarga digital |